# Pardosa subproximella
Pardosa subproximella là một loài nhện trong họ Lycosidae.
Loài này thuộc chi Pardosa. Pardosa subproximella được Embrik Strand miêu tả năm 1906.